# Gemeindliches Schiedswesen

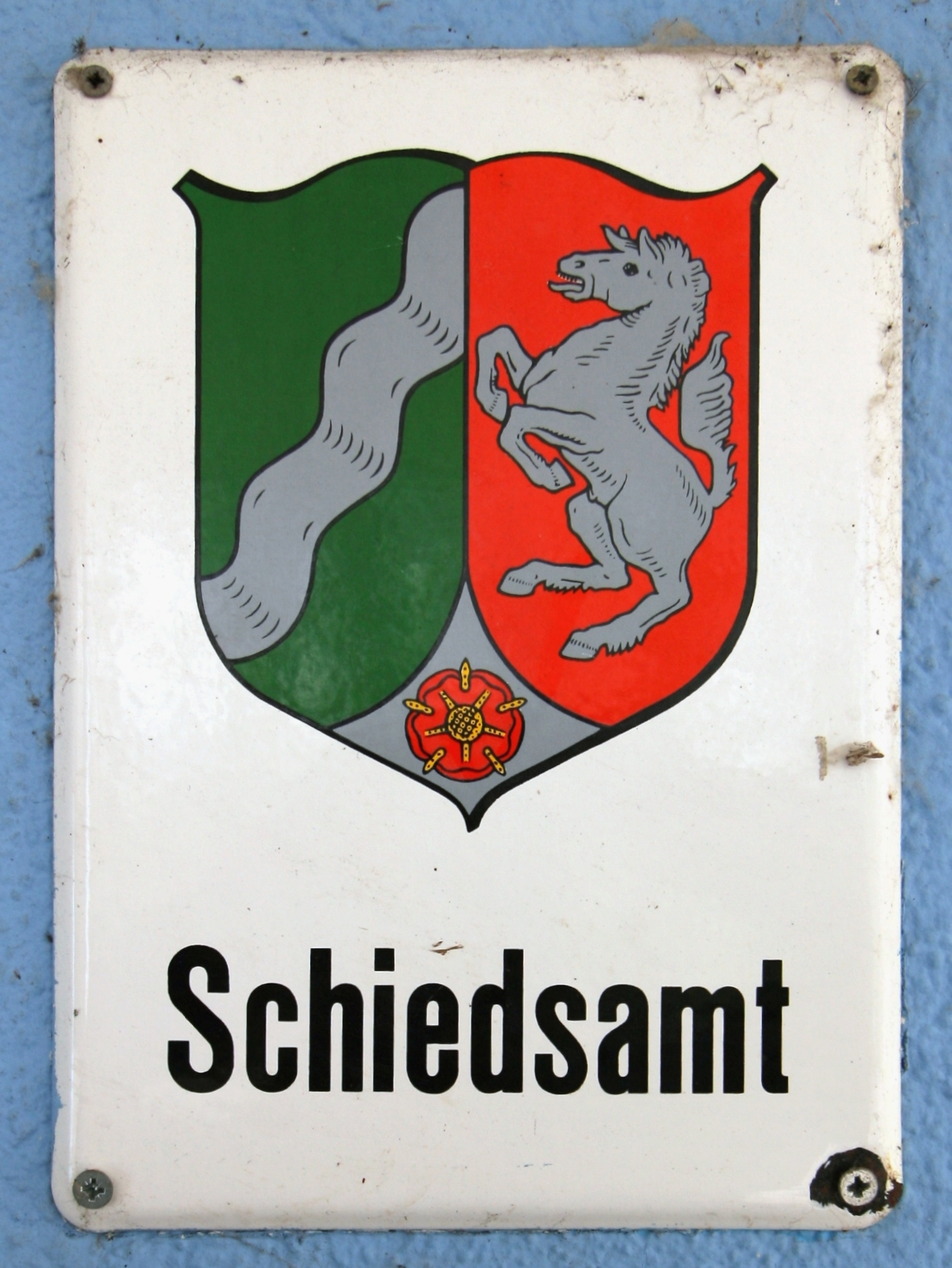
Amtsschild eines Schiedsamtes in Nordrhein-Westfalen

Das gemeindliche Schiedswesen in Deutschland dient der Beilegung weniger bedeutsamer strafrechtlicher und zivilrechtlicher Angelegenheiten. Die betreffenden Einrichtungen werden Schiedsämter oder – in den östlichen Bundesländern – Schiedsstellen genannt und fungieren in der Regel sowohl als Vergleichsbehörden im Sinne der Straf- und als auch als Gütestellen im Sinne der Zivilprozessordnung. Die ehrenamtlich tätigen Schlichter werden als Schiedspersonen oder – in Sachsen – als Friedensrichter bezeichnet, das Verfahren als Schlichtungsverfahren.
Etymologisch gehen die Bildungen mit Schieds- auf das Verb scheiden in der Bedeutung ‚trennen‘ zurück. Sachlich ist das gemeindliche Schiedswesen von der privaten Schiedsgerichtsbarkeit bzw. dem schiedsrichterlichen Verfahren zu unterscheiden, ebenso von privaten Schlichtungsstellen und dem staatlichen Güterichter.
Baden-Württemberg, Bayern und Bremen haben keine Schiedsämter. Hier werden die Gemeinden (Baden-Württemberg, Bayern) bzw. Sühnebeamte bei den Amtsgerichten (Bremen) als Vergleichsbehörden nach der Strafprozessordnung tätig. In Bayern sind daneben die Notare und bestimmte Rechtsanwälte Gütestellen im Sinne der Zivilprozessordnung.
Die hessischen Ortsgerichte sind ebenfalls gemeindliche Einrichtungen, ihr Wirkungskreis aber ist die freiwillige Gerichtsbarkeit.

## Geschichte
Als nach dem Wiener Kongress 1814/15 die europäischen Territorien neu geordnet wurden, blieb in den vordem französisch besetzt gewesenen linksrheinischen deutschen Gebieten das Institut des Friedensrichters bestehen, während daran anlehnend das Königreich Preußen (mit Ausnahme von Rheinpreußen) 1827 das Institut des Schiedsmanns einführte. Dessen Aufgabe war es, bei kleinen Privatrechtsstreitigkeiten und Ehrverletzungen vor einem Gang zu den ordentlichen Gerichten einen Sühneversuch zwischen den streitenden Parteien zu unternehmen.
Dem Beispiel Preußens folgten andere deutsche Länder, die Vergleichs- und Friedensrichter beriefen, so dass dieses Institut schließlich zunächst für private Beleidigungen als Vergleichsbehörde Eingang in die deutsche Strafprozessordnung von 1877 fand. Mit der preußischen Schiedsmannsordnung von 1879 erfolgte eine Ausdehnung auf ganz Preußen, und sachlich wurde das Aufgabenspektrum um weniger bedeutsame bürgerliche Rechtsstreitigkeiten erweitert, dem wiederum andere deutsche Länder sich anschlossen. In Preußen lag die Zahl der strafrechtlichen Verfahren zwischen 1880 und 1924 jährlich bei etwa 200.000; in bürgerlichen Rechtsstreitigkeiten sank sie im gleichen Zeitraum von ca. 90.000 auf unter 6.000.
Mit der Emminger-Novelle wurde 1924 zeitweise ein obligatorisches Güteverfahren in die Zivilprozessordnung eingeführt (§ 495a ZPO; aufgehoben 1944, endgültig 1950) und der dabei abgeschlossene Vergleich als Vollstreckungsgrundlage anerkannt (§ 794 ZPO). In den neuen Bundesländern wurden die Schiedskommissionen der DDR aufgrund des noch von der Volkskammer beschlossenen Gesetzes über die Schiedsstellen in den Gemeinden 1990 von Schiedspersonen abgelöst, in Sachsen 1999 wieder wie schon 1879 Friedensrichter genannt.
§ 15a des Einführungsgesetzes zur Zivilprozessordnung ermöglicht dem Landesgesetzgeber seit 2000, in bestimmten Fällen eine obligatorische Schlichtung vor einer staatlich eingerichteten oder anerkannten Gütestelle vorzusehen.

## Rechtsgrundlagen
Dem Bund steht die Kompetenz zur Regelung der ehrenamtlichen außergerichtlichen Streitbeilegung nur insoweit zu, als ein außergerichtliches Vorverfahren als Voraussetzung für ein gerichtliches Verfahren geschaffen wird (Art. 74 Abs. 1 Nr. 1 GG; § 380 StPO und § 15a EGZPO); im Übrigen liegt die Regelungskompetenz bei den Ländern. In 12 Ländern bestehen Schiedsämter bzw. -stellen; 10 Länder haben von der Ermächtigung zur Einführung eines obligatorischen Schlichtungsverfahrens in bürgerlichen Rechtsstreitigkeiten Gebrauch gemacht.
| Land | strafprozessuale Vergleichsbehörde (§ 380 StPO)                               | zivilprozessuale Streitbeilegungsstelle (vgl. § 204 BGB)                      | Beilegungsversuch obligatorisch? (§ 15a EGZPO) | Anerkennung alternativer Gütestellen? (vgl. § 794 ZPO) |
| ---- | ----------------------------------------------------------------------------- | ----------------------------------------------------------------------------- | ---------------------------------------------- | ------------------------------------------------------ |
| BW   | Gemeinde (§ 37 AGGVG)                                                         | –                                                                             | –                                              | § 22 AGGVG                                             |
| BY   | Gemeinde (Art. 49 AGGVG)                                                      | Gütestelle (insbes. Notar, Rechtsanwalt; BaySchlG)                            | Art. 1 BaySchlG                                | Art. 22 AGGVG                                          |
| BE   | Schiedsamt (BlnSchAG)                                                         | Schiedsamt (BlnSchAG)                                                         | –                                              | –                                                      |
| BB   | Schiedsstelle (SchG, SchG-VV)                                                 | Schiedsstelle (SchG, SchG-VV)                                                 | BbgSchlG                                       | BbgGüteStG                                             |
| HB   | Sühnebeamte des Amtsgerichts (SühneVfV)                                       | –                                                                             | –                                              | –                                                      |
| HH   | Öffentliche Rechtsauskunft- und Vergleichsstelle (ÖRA-Gesetz, ÖRA-Verordnung) | Öffentliche Rechtsauskunft- und Vergleichsstelle (ÖRA-Gesetz, ÖRA-Verordnung) | –                                              | –                                                      |
| HE   | Schiedsamt (HSchAG)                                                           | Schiedsamt (HSchAG)                                                           | § 1 SchlichtG HE                               | § 6 SchlichtG HE                                       |
| MV   | Schiedsstelle (SchStG M-V)                                                    | Schiedsstelle (SchStG M-V)                                                    | § 34a SchStG M-V                               | –                                                      |
| NI   | Schiedsamt (NSchÄG)                                                           | Schiedsamt (NSchÄG)                                                           | NSchlG                                         | § 97 NJG                                               |
| NW   | Schiedsamt (SchAG NRW)                                                        | Schiedsamt (SchAG NRW)                                                        | § 53 JustG NRW                                 | § 45 JustG NRW                                         |
| RP   | Schiedsamt (SchO)                                                             | Schiedsamt (SchO)                                                             | LSchlG                                         | –                                                      |
| SL   | Schiedsperson (SSchO)                                                         | Schiedsperson (SSchO)                                                         | § 37a AGJusG                                   | § 37d AGJusG                                           |
| SN   | Schiedsstelle (SächsSchiedsGütStG)                                            | Schiedsstelle (SächsSchiedsGütStG)                                            | –                                              | § 55 SächsSchiedsGütStG                                |
| ST   | Schiedsstelle (SchStG)                                                        | Schiedsstelle (SchStG)                                                        | § 34a SchStG                                   | § 40 SchStG                                            |
| SH   | Schiedsamt (SchO)                                                             | Schiedsamt (SchO)                                                             | § 1 LSchliG                                    | § 6 LSchliG                                            |
| TH   | Schiedsstelle (ThürSchStG)                                                    | Schiedsstelle (ThürSchStG)                                                    | –                                              | –                                                      |

## Schiedsverfahren
Das Amt der Schiedsperson ist ein auf Zeit ausgeübtes Ehrenamt mit der Aufgabe, zwischen den streitenden Parteien zu schlichten. Schiedspersonen entscheiden nicht, sondern führen rechtlich einen Vergleich herbei, das heißt einen Vertrag zwischen den sich einigenden Parteien, aus dem gegebenenfalls auch unmittelbar die Zwangsvollstreckung betrieben werden kann (§ 794 Abs. 1 Nr. 1 ZPO).
Die Zivilsachen, für die eine Schlichtung nach § 15a EGZPO obligatorisch vorgesehen werden kann, sind
- vermögensrechtliche Streitigkeiten, deren Wert die Summe von 750 Euro nicht übersteigt
- Streitigkeiten über Ansprüche aus dem Nachbarrecht nach den §§ 906, 910, 911, 923 BGB und Art. 124 EGBGB (sofern es sich nicht um Einwirkungen von einem gewerblichen Betrieb handelt)
- Streitigkeiten über Ansprüche wegen Verletzung der persönlichen Ehre (sofern nicht in Presse oder Rundfunk begangen)
- Streitigkeiten über Ansprüche nach Abschnitt 3 des AGG.

Auch in anderen Zivilsachen kann je nach Landesrecht das Schiedsamt angerufen werden. Der Antrag hemmt die Verjährung (§ 204 Abs. 1 Nr. 4 BGB).
In Strafsachen ist die Schlichtung bei Privatklagedelikten wie Hausfriedensbruch, Beleidigung, Verletzung des Briefgeheimnisses, einfacher und fahrlässiger Körperverletzung, Bedrohung, Sachbeschädigung und auf ein solches Delikt bezogenem Vollrausch obligatorisch (§ 380 StPO), wenn kein öffentliches Interesse der Staatsanwaltschaft an der Strafverfolgung besteht.
Die Gesamtzahl der Verfahren lag 1980 für die alten Bundesländer bei unter 1.000 Zivil- und etwa 28.500 Strafsachen, für die gesellschaftlichen Gerichte der DDR bei 48.600 Zivilsachen (überwiegend Arbeitssachen vor den Konfliktkommissionen) und bei 29.000 Strafsachen. 35 Jahre später (2015) fielen bei den Schiedsämtern bzw. -stellen über 12.600 Zivil- und über 2.100 Strafsachen an. In etwa 80 % der Fälle sind beide Parteien vor der Schiedsperson erschienen; über 50 % der Zivilsachen und über 40 % der Strafsachen wurden durch Vergleich erledigt. Hinzu kommen ca. 20.000 sog. „Tür- und Angelfälle“ (Inanspruchnahmen ohne Protokoll).

## Österreich
Zur Rechtslage in Österreich siehe Gemeindevermittlungsamt.

## Schweiz
Zur Rechtslage in der Schweiz siehe Schlichtungsbehörde.